# Yunus Sentamu
Yunus Sentamu (Kampala, 13 de agosto de 1994) é um futebolista profissional ugandense que atua como atacante.

## Carreira
Yunus Sentamu representou o elenco da Seleção Ugandense de Futebol no Campeonato Africano das Nações de 2017.